# Weronika Nowakowská-Ziemniaková
Weronika Nowakowská-Ziemniaková (nepřechýleně Weronika Nowakowska-Ziemniak, * 7. července 1988, Kladsko) je polská biatlonistka, jejímž největším úspěchem v kariéře jsou stříbrná a bronzová medaile z Mistrovství světa v biatlonu 2015.
V závodech světového poháru do té doby nezískala žádnou medaili; jejím nejlepším individuálním umístěním bylo páté místo ve vytrvalostním závodu ve Vancouveru v roce 2009. Kromě toho skončila třetí se štafetou žen v Hochfilzenu v roce 2011.
Na konci sezóny 2017/2018 oznámila konec reprezentační kariéry.

## Výsledky

### Olympijské hry a mistrovství světa
| Sezóna  | D   | Místo                | SP           | SZ           | HZ           | IZ           | ŠT           | SŠT          | Věk          |              |
| ------- | --- | -------------------- | ------------ | ------------ | ------------ | ------------ | ------------ | ------------ | ------------ | ------------ |
| 2007/08 | MS  | Östersund            | 58.          | 55.          | –            | –            | –            | –            | 21 let       |              |
| 2008/09 | MS  | Pchjongčchang        | 35.          | 16.          | –            | 36.          | 6.           | 8.           | 22 let       |              |
| 2009/10 | ZOH | Vancouver            | 36.          | 28.          | 21.          | 5.           | 12.          | –            | 23 let       |              |
| 2009/10 | MS  | Chanty-Mansijsk      | –            | –            | –            | –            | –            | 15.          | 23 let       |              |
| 2011/12 | MS  | Ruhpolding           | 20.          | 17.          | 9.           | 21.          | 9.           | 13.          | 25 let       |              |
| 2012/13 | MS  | Nové Město na Moravě | 34.          | 27.          | 12.          | 23.          | 9.           | –            | 26 let       |              |
| 2013/14 | ZOH | Soči                 | 7.           | 19.          | 19.          | 30.          | 9.           | –            | 27 let       |              |
| 2014/15 | MS  | Kontiolahti          | 2.           | 3.           | 23.          | 13.          | 13.          | –            | 28 let       |              |
| 2015/16 | MS  | Oslo                 | 75.          | –            | –            | 41.          | 4.           | 20.          | 29 let       |              |
| 2016/17 | MS  | Hochfilzen           | nestartovala | nestartovala | nestartovala | nestartovala | nestartovala | nestartovala | nestartovala | nestartovala |
| 2017/18 | ZOH | Pchjongčchang        | 34.          | 30.          | –            | 21.          | 7.           | –            | 31 let       |              |

Poznámka: Výsledky z mistrovství světa se započítávají do celkového hodnocení světového poháru, výsledky z olympijských her se dříve započítávaly, od olympijských her v Soči 2014 se nezapočítávají.

### Juniorská mistrovství
| Sezóna  | D   | Místo        | SP  | SZ  | IZ  | ŠT  | Věk    |
| ------- | --- | ------------ | --- | --- | --- | --- | ------ |
| 2004/05 | MSJ | Kontiolahti  | 40. | 36. | 32. | 9.  | 18 let |
| 2005/06 | MSJ | Presque Isle | 34. | 35. | 22. | –   | 19 let |
| 2006/07 | MSJ | Martell      | 19. | 25. | 18. | 14. | 20 let |